# Jörgen Ljungberg
Jörgen Ljungberg, född 11 november 1967, är en svensk styrkelyftare. 
Ljungberg har totalt ett EM-guld, ett VM-silver och 13 SM-guld. Han har även deltagit i strongmantävlingar. Tre gånger placerade han sig tvåa i Sveriges starkaste man. Vid ett tillfälle hade han världsrekordet i kronlyft (se marklyft). Ljungberg har även gjort 415 kilo i knäböj. År 2000 blev han tilldelad Nerikes Allehandas pris för populäraste idrottsprestation.. 2006 fälldes Ljungberg för dopingfusk i 24 månader.
2017 fälldes Jörgen återigen för dopingfusk i 48 månader. 
2019 fälldes Jörgen återigen för dopingfusk i 48 månader. Han är nu avstängd till och med 21 maj 2025.